# Entrammes
Entrammes település Franciaországban, Mayenne megyében. Lakosainak száma 2278 fő (2022. január 1.). Entrammes Bonchamp-lès-Laval, Forcé, L’Huisserie, Laval, Maisoncelles-du-Maine, Nuillé-sur-Vicoin, Origné, Parné-sur-Roc és Villiers-Charlemagne községekkel határos.

## Népesség
A település népességének változása:
| Lakosok száma | 1019 | 1582 | 1802 | 2076 | 2231 | 2242 | 2256 | 2255 | 2251 | 2278 |
|               | 1968 | 1982 | 1990 | 2006 | 2013 | 2015 | 2017 | 2019 | 2020 | 2022 |